# Joyce Chepchumba
Joyce Chepchumba Koech, kenijska atletinja, * 6. november 1970, Kericho, Kenija.
Nastopila je na poletnih olimpijskih igrah v letih 1996 in 2000, ko je osvojila bronasto medaljo v maratonu. Dvakrat je osvojila Chicaški maraton in Londonski maraton ter enkrat New Yorški maraton in Tokijski maraton.